# متسه‌هالیتوس

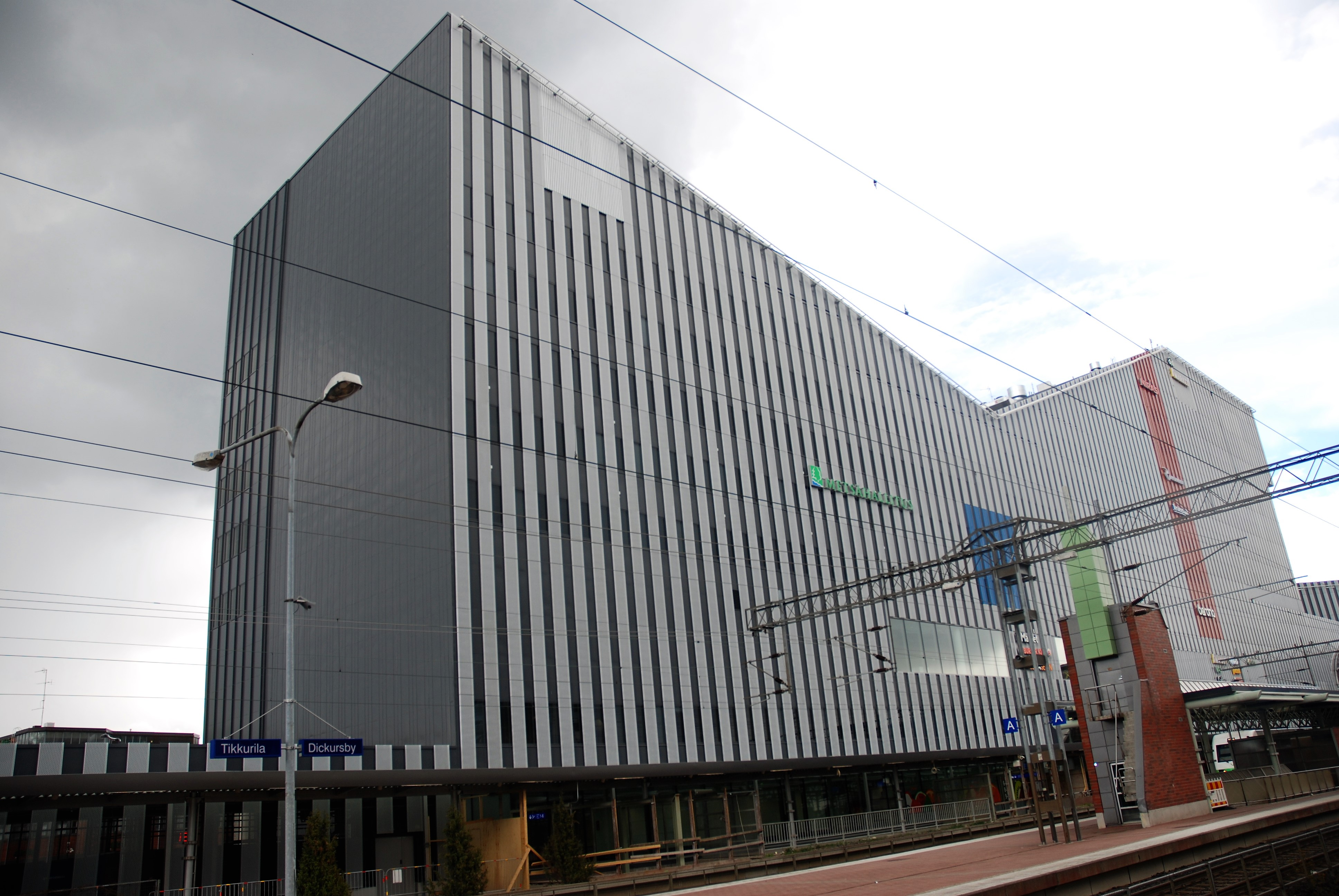
ساختمان مرکزی مَتسِه‌هالیتوس در وانتا

مَتسِه‌هالیتوس (فنلاندی:اداره جنگل، سوئدی: Forststyrelsen در سامی: Meahciráđđehus) یک شرکت دولتی و زیرمجموعه وزارت کشاورزی و جنگل‌داری فنلاند است.
دو وظیفه اصلی آن، مدیریت پارک‌ها و حیات وحش فنلاند و نظارت مستمر مناطق حفاظت شده و همچنین مدیریت امور جنگل‌داری جهت استفاده و نیاز صنعت چوب این کشور است. متسه‌هالیتوس تقریباً ۱۲۰۰ کارمند دارد. این شرکت حدود ۱۲۰۰۰۰ کیلومتر مربع از زمین‌ها و مناطق آبی دولتی را مدیریت می‌کند که حدود ۳۵ درصد از کل سطح فنلاند را تشکیل می‌دهد. وظایف آن به فعالیت‌های تجاری و وظایف مدیریت عمومی که عمدتاً توسط دولت انجام می‌شود تقسیم می‌شود. واحدهای تجاری جداگانه‌ای نیز برای فعالیت‌های مختلف ایجاد شده‌است.

## پیشینه
در سال ۱۵۴۲ گوستاف یکم، پادشاه سوئد، که در آن زمان حکومتش اراضی فنلاند را نیز شامل می‌شد، تمام مناطق غیرمسکونی پادشاهی خود را متعلق به خدا، پادشاه و وارث تاج پادشاهی اعلام کرد و بدین ترتیب آغاز مالکیت زمین دولتی را رقم زد.
در آغاز قرن نوزدهم، جنگل‌های فنلاند به مانند قرون گذشته به‌طور کامل مورد استفاده قرار می‌گرفتند. تا آن زمان، درختان جنگل‌ها عمدتاً برای مقاصد کشاورزی یا برای تولید قطران، محصول مهم صادراتی آن روزگار، بریده و استفاده می‌شد. با این حال، اگرچه تولید قطران در آغاز قرن نوزدهم شروع به کاهش کرد اما در همان زمان نیازهای صنعت چوب افزایش یافت. در اواسط قرن نوزدهم استفاده از چوب به حدی گسترده بود که مقامات نگران ناپدید شدن جنگل‌های فنلاند بودند. در سال ۱۸۵۱ یک قانون سختگیرانه برای حفاظت از جنگل به تصویب رسید و یک هیئت ملی موقت برای نقشه‌برداری زمین‌ها و مدیریت جنگل‌ها تأسیس شد. تاریخچه خدمات متسه‌هالیتوس امروزی، در سال ۱۸۵۹ آغاز شد، زمانی که الکساندر دوم، امپراتور روسیه اعلامیه‌ای را مبنی بر تأسیس یک مؤسسه جنگل‌داری برای مدیریت جنگل امضا کرد. حوزه عملیاتی این مؤسسه زمین‌های دولتی را تحت پوشش قرار می‌داد که پارک‌های سلطنتی نامیده می‌شدند، اما نظارت بر جنگل‌های خصوصی، حداقل به صورت اسمی، بخشی از وظایف نهاد مدیریت جنگل نیز بود.